# Eriochloa pacifica
Eriochloa pacifica är en gräsart som beskrevs av Carl Christian Mez. Eriochloa pacifica ingår i släktet Eriochloa och familjen gräs. Inga underarter finns listade i Catalogue of Life.